# Thomas Manners (1er comte de Rutland)
Thomas Manners, 1er comte de Rutland, 12e baron de Ros de Helmsley, (vers 1497 - 20 septembre 1543), du château de Belvoir, Rutland, est un noble britannique, créé comte de Rutland par le roi Henri VIII en 1525.

## Origines
Thomas est le fils de George Manners (11e baron de Ros) (vers 1470 - 1513) et de son épouse Anne St Leger (1476-1526). Ses grands-parents maternels sont Thomas St Leger (vers 1440-1483) et Anne d'York (1439-1476), une fille de Richard Plantagenet, 3e duc d'York et de Cécile Neville. Elle est donc une sœur aînée des rois Édouard IV (1461-1483) et de son frère et futur successeur, Richard III (1483-1485). Ses autres frères sont Edmond Plantagenêt et Georges Plantagenêt (1er duc de Clarence). Ses sœurs sont Elizabeth d'York, la duchesse de Suffolk et Marguerite d'York. La cousine germaine d'Anne St Leger, Élisabeth d'York, épouse Henry Tudor et est la mère d'Henri VIII, grand-mère d'Elizabeth Ire et cousine au second degré d'Henri VIII.

## Carrière
Le 22 juin 1513, Thomas débarque à Calais pour l'expédition française. En 1513, il devient baron Ros, probablement âgé de 16 ou 17 ans à la mort de son père et est convoqué en 1515 au Parlement. Il est au Camp du Drap d'Or en 1520 et à la rencontre du roi Henri VIII avec Charles Quint par la suite. En décembre 1521, il devient échanson du roi. En janvier 1522, il est nommé intendant de Pickering, dans le Yorkshire, et d'avril à octobre de la même année, il occupe le poste de Gardien des Marches, auquel lui succède Henry Percy (6e comte de Northumberland). Il reçoit la tutelle de la forêt de Sherwood le 12 juillet 1524, charge qui devient ensuite pratiquement héréditaire dans sa famille. Il est nommé chevalier de la Jarretière le 24 avril 1525 et le 18 juin 1525, il est fait comte de Rutland, titre auparavant détenu par les membres de la maison d'York.
Il est un grand favori du roi Henri VIII et reçoit de nombreux cadeaux, dont la garde d'Enfield Chase le 12 juillet 1526, et le château de Belvoir, qui reste le siège principal de sa famille. Le 11 octobre 1532, il débarque avec le roi en France. Il assiste au couronnement de la reine Anne Boleyn en 1533 et participe plus tard à son procès. Rutland est activement engagé dans la rencontre du Pèlerinage de Grâce. Il occupe un commandement conjoint avec les comtes de Huntingdon et de Shrewsbury et marche jusqu'à Nottingham et de là vers Newark, Southwell et Doncaster contre les rebelles du nord.
Il est l'intendant de nombreux monastères. Ainsi, à la dissolution des monastères, il reçoit de nombreuses concessions de propriétés monastiques. Dans le Leicestershire il obtient Charley, Garradon, et par échange, Croxton ; dans le Yorkshire, il reçoit Beverley, Warter et Rievaulx par échange. Conjointement avec Robert Tyrwhit, il obtient Belvoir, Eagle et Kyme dans le Lincolnshire et dans le Yorkshire Nun Burnham.
Quand Anne de Clèves vient en Angleterre pour épouser le roi, Rutland devient son chambellan et la rencontre à Shooter's Hill à son approche du palais de Greenwich, après sa malheureuse entrevue avec le roi à Rochester. En 1542, il devient connétable du Château de Nottingham. Il repasse à la frontière le 7 août 1542 en tant que gardien des marches, mais est rappelé, pour cause de maladie, en novembre de la même année. De Newark-on-Trent, il écrit le 7 novembre au Conseil du Nord : "Comme Gode le sait le mieux, je suis dans un domaine poyur et febvll". Il meurt le 20 septembre 1543.

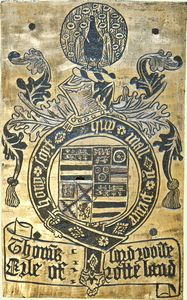
Plaque de décrochage jarretière de Thomas Manners, 1er comte de Rutland, Chapelle St George, château de Windsor

## Mariages et descendance
Il se marie deux fois :
- D'abord vers 1512 à Elizabeth Lovell. Le mariage prend fin en 1513.
- Il se remarie, vers 1523, il épouse Eleanor Paston, fille de William Paston de Norfolk, dont il a la descendance suivante :

### Fils
- Henry Manners (2e comte de Rutland) (1526-1563)
- John Manners (ch. 1534-1611), de Haddon Hall, Derbyshire, époux de Dorothy Vernon, grand-père de John Manners (8e comte de Rutland) et arrière-grand-père de John Manners (1er duc de Rutland) et Francis Talbot (11e comte de Shrewsbury).
- Thomas Manners, grand-père de Thomas Vavasour, 1er baronnet.
- Roger Manners, est décédé célibataire
- Oliver Manners.

### Filles
- Gertrude Manners, qui épouse George Talbot (6e comte de Shrewsbury) et est la mère de Gilbert Talbot (7e comte de Shrewsbury) et Edward Talbot (8e comte de Shrewsbury).
- Anne Manners, qui épouse Henry Neville, 5e comte de Westmorland et est la mère de Charles Neville, 6e comte de Westmorland.
- Frances Manners, qui épouse Henry Nevill (6e baron Bergavenny) et est la grand-mère de Francis Fane (1er comte de Westmorland).
- Katherine Manners, qui épouse Henry Capell, shérif d'Essex.
- Elizabeth Manners (vers 1530-8 août 1570), qui épouse John Savage de Rocksavage, dont la mère est Elizabeth Somerset, fille de Charles Somerset (1er comte de Worcester) par son épouse Elizabeth Herbert, 3e baronne Herbert. Elle est la grand-mère de Thomas Savage, 1er vicomte Savage et l'arrière-grand-mère de John Savage, 1er comte Rivers et est l'arrière-arrière-grand-mère de Charles Paulet (1er duc de Bolton).
- Isabel Manners, décédée jeune.

## Mort et enterrement
Il meurt le 20 septembre 1543 et est enterré à Bottesford Church, Leicestershire. Son corps est embaumé avec des épices achetées à Nottingham et un chirurgien l'a enfermé dans de la cire. Un plombier l'enferme dans une coque de plomb bien ajustée.

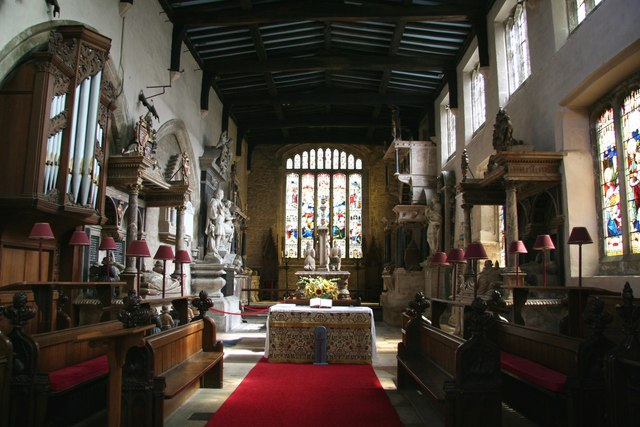
Vue sur le chœur de l'église St Mary, Bottesford, avec ses nombreux monuments aux comtes et ducs de Rutland

Son tombeau de coffre en albâtre dans le chœur de l'église St Mary, Bottesford, Leicestershire, est créé par Richard Parker de Burton-on-Trent avec John Lupton (maçon grossier) et son père, sur une période de six jours, le sol ayant été fortifié sous le poids du tombeau. En plus de commémorer le 1er comte de Rutland et son épouse, ce monument marque également le premier des futurs enterrements dans l'église de huit comtes et quatre ducs sur une période de près de 250 ans.